# Гать (река)
Гать (бел. Гаць) — река в Смолевичском и Червенском районах Минской области Беларуси, левый приток реки Волма.
Длина реки — 29 км, площадь водосборного бассейна — 210 км², средний наклон водной поверхности 0,8 ‰.
Начинается на Минской возвышенности, в 3 км юго-восток от деревни Пятилетка Смолевичского района. Течёт на юго-восток. Основные притоки — Дыевка (левый), Крупица (правый). Русло на всем протяжении канализировано.
На реке расположены населённые пункты Нежевка, Гребёнка, 1 Мая, Вишенка, Згурск, Ялча, Слобода, Запасенье, Куколевка, Рудня-Островитая.
Впадает в Волму в километре от деревни Лежни Червенского района.